# Altare di Atena Polias
L'altare di Atena Polias, collocato nell'Acropoli di Atene a est dell'Antico tempio di Atena, fu eretto in onore della dea Atena Poliàs (o Poliade), la divinità protettrice della città di Atene, e di Eretteo, mitico re di Atene figlio di Pandione I.
Si conserva soltanto la base dell'altare, che è stato utilizzato per diversi templi edificati successivamente nel centro dell'Acropoli. Qui si espletavano i culti in onore degli dei, offrendo sacrifici di animali.
Le fondazioni dell'altare furono gettate nel 525 a.C. dai figli del dittatore ateniese Pisistrato, ma potrebbero essere state costruite su un precedente tempio costruito tra il 599 e il 550. L'altare di Atena Polias era eretto all'interno di uno stretto tempio sovrastato da un frontone marmoreo che ritraeva battaglie tra dei e giganti, mostrando immagini di Atena come figura dominante e vittoriosa nella schiera degli dei.